# Kwaśne pomarańcze
Kwaśne pomarańcze – amerykański komediodramat z 2002 roku.

## Fabuła
Shaun Brumder (Colin Hanks) dorasta w hrabstwie Orange, w którym rozciągają się gaje cytrusowe i rozległe, piaszczyste plaże. Jego pasją jest surfing. Mimo że chłopakowi nie brakuje inteligencji i dowcipu, nie myśli o dalszej edukacji, a swój wolny czas poświęca na spotkania ze znajomymi i surfing. Po śmierci przyjaciela, Lonny'ego, główny bohater postanawia zmienić swoje życiowe plany. Inspiracją okazuje się znaleziona na plaży książka popularnego autora Marcusa Skinnera (Kevin Kline). Po jej lekturze chłopak decyduje się także zostać pisarzem i bierze udział w rekrutacji na wydział filologiczny Uniwersytetu Stanforda, gdzie wykłada jego ulubiony autor. Celująco zdaje wszystkie egzaminy i jest przekonany, że bez problemu zostanie przyjęty na wymarzoną uczelnię. Staje się jednak inaczej. Załamany chłopak odkrywa, że jego arkusz ocen został zamieniony z wynikami innego, znacznie mniej zdolnego ucznia. Shawn Brumder, wraz ze swoją dziewczyną Ashley (Schuyler Fisk) i starszym bratem Lance’em (Jack Black), wyrusza w drogę, by na miejscu wyjaśnić nieporozumienie. Muszą się śpieszyć, gdyż pomyłkę można naprawić jedynie w ciągu najbliższych dwudziestu czterech godzin.

## Obsada
- Colin Hanks – Shaun Brumder
- Jack Black – Lance Brumder
- Schuyler Fisk – Ashley
- Bret Harrison – Lonny
- Kyle Howard – Arlo
- R.J. Knoll – Chad
- Catherine O’Hara – Cindy Beugler
- Mike White – pan Burke, nauczyciel języka angielskiego
- Carly Pope – Tanya
- Chevy Chase – dyrektor Harbert
- John Lithgow – Bud Brumder
- Lily Tomlin – Charlotte Cobb
- George Murdock – Bob Beugler
- Leslie Mann – Krista
- Garry Marshall – Arthur Gantner
- Harold Ramis – Don Durkett
- Monica Keena – Gretchen
- Alex Breckenridge – Anna (poza czołówką)
- Kevin Kline – Marcus Skinner (poza czołówką)
- Ben Stiller – strażak (poza czołówką)